# Ambrogio Lorenzetti

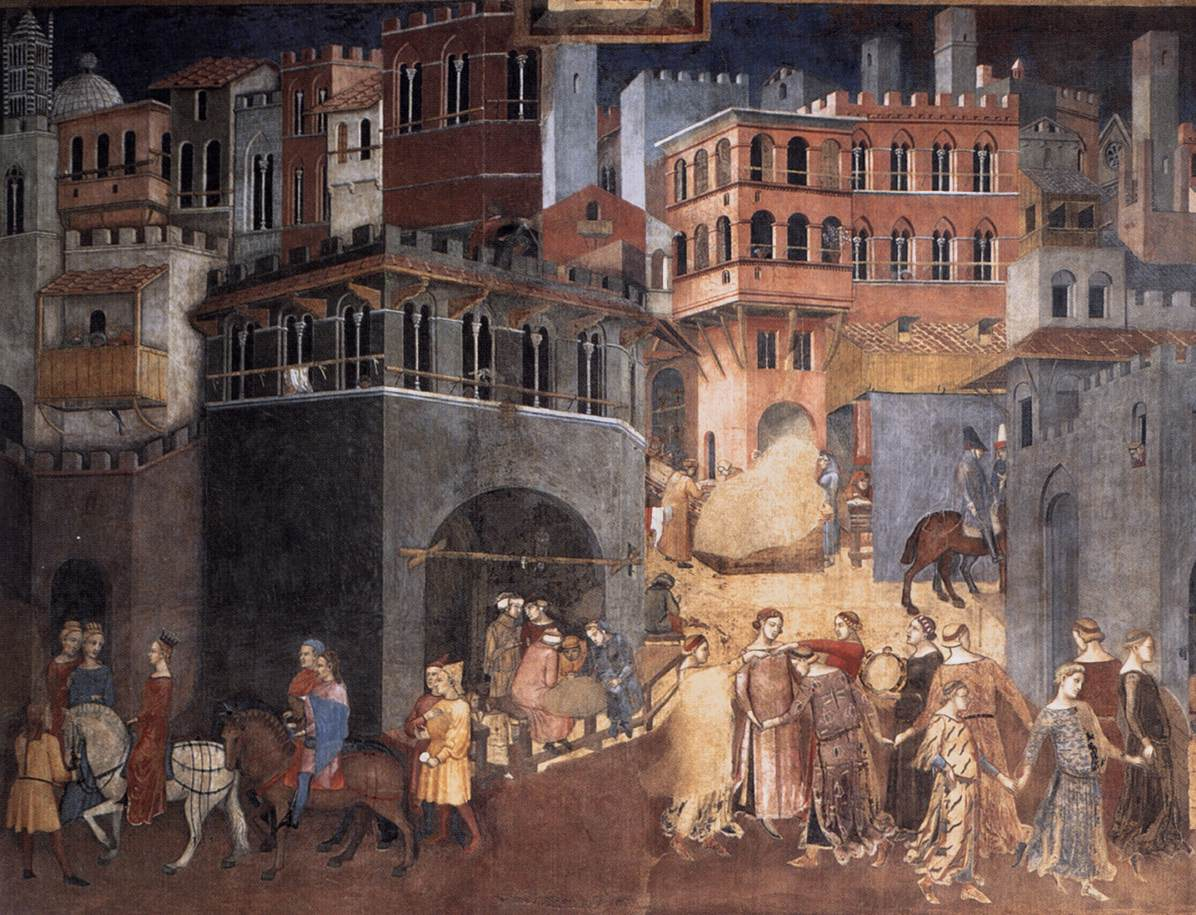
A jó kormányzás hatása a városra (freskórészlet, Palazzo Pubblico, Siena)

Ambrogio Lorenzetti (vagy Ambruogio Laurati) (Siena, 1290 körül – Siena, 1348. június 9.) a sienai iskolába tartozó olasz festő. 1317 és 1348 közé esnek aktív évei. Bátyja, Pietro Lorenzetti is festő volt. Festményein Simone Martini, Giotto és Cimabue hatása érződik. Legkorábbi műve a Madonna és a Kisded (1319, Museo Diocesano, San Casciano).

## Élete
Giorgio Vasari róla írt vázlatos életrajza szerint Lorenzetti először Sienában dolgozott a ferencesek kolostorában, freskót festett a Monna Agnese kis kórházában; a nagy kórházban pedig a homlokzati freskón megfestette a Miasszonyunk születését. Az Ágoston-rendi szerzetesek kolostorában a kápolnateremben a boltíven megfestette az apostolokat, kezükben a Credo-nak azzal a részével, amit ők írtak. Ugyanitt a főfalon megfestette Szent Katalin vértanú életének három jelenetét. Sokszor dolgozott testvérével, Pietro-val együtt. Volterrába is küldött egy táblaképet, illetve Massában is festett egy freskót és egy táblaképet. Orvietóban, a Santa Maria-templom szentélyében készített egy freskót.
Ezt követően Firenzébe ment, ahol a San Procolo templomában egy táblaképet készített, majd a kiskápolnában elkészítette Szent Miklóst ábrázoló szárnyasoltárát, melynek predelláján (a szárnyasoltár alsó része) megfestette saját képmását is - valószínűleg ez a kép szerepel illusztrációként Vasari művében. 1321-ig Firenzében élt, majd valószínűleg visszatért Siennába. Szárnyasoltára miatt 1335-ben Ubertini püspök, Cortona akkori ura is meghívta magához. Itt freskót készített Lorenzetti a ferencesek Santa Margherita templomában-ezt azonban Vasari tudósítása szerint már Vasari korára jórészt elemésztette az idő.
Sienába való visszatérése után 1338-ban megfestette a Signoria (a helyi önkormányzat) főépülete, a Palazzo Pubblico-ban, a Kilencek (a "Kilencek" Sienna oligarcha kormányzatára, a várost vezető kilencfős tanácsra utal) termének falán a Jó és a rossz kormányzás és ezek hatásai a vidékre című allegorikus alkotását. valamint az asinalungai csatát. Az általa készített Sala dei Nove (Kilencek terme) vagy Sala della Pace (A Béke terme) freskói a korai reneszánsz világi festészet mesterművei közé tartoznak.
Vasari tudósítása szerint az irodalommal is szívesen foglalkozott, valamint tevékenyen részt vett a városi közéletben. Halála előtt még festett egy táblaképet az Oliveto-hegyen. A homokóra középkori elterjedtségének egyik első bizonyítékát adják festményei. Testvéréhez hasonlóan valószínűleg ő is bubópestisben halt meg 1348-ban.

## Értékelése
Tevékenysége három területen jelent határvonalat: egyrészről az intim szentképek új műfajában, a szoptató Madonna megfestésével; másrészről pedig a profán ikonográfia megteremtésével, a Palazzo Publico falán lévő ábrázolásokkal, illetve a sienaiak római eredetére való képi hivatkozásokkal; harmadrészt pedig a ténylegesen felismerhető, tehát nem a középkorra jellemző elvont tájábrázolásokkal a reneszánsz felé nyitott utat.
“Ő az első, akitől monumentális művek maradtak ránk a profán festészet műfajában, és ezekben a freskóiban az allegorikus kompozíciók költői harmóniában egyesülnek a mindennapi városi és vidéki élet közvetlen megjelenítésével.”